# 1326 Losaka
1326 Losaka este un asteroid din centura principală, descoperit pe 14 iulie 1934, de Cyril Jackson.